# Ремсенберг-Спионк (Њујорк)
Ремсенберг-Спионк (енгл. Remsenburg-Speonk) насељено је место без административног статуса у америчкој савезној држави Њујорк.

## Демографија
По попису из 2010. године број становника је 2.642, што је 33 (-1,2%) становника мање него 2000. године.
| Група             | 2000.         | 2010.         |
| Белци             | 2.441 (91,3%) | 2.348 (88,9%) |
| Афроамериканци    | 47 (1,8%)     | 33 (1,2%)     |
| Азијати           | 17 (0,6%)     | 20 (0,8%)     |
| Хиспаноамериканци | 140 (5,2%)    | 209 (7,9%)    |
| Укупно            | 2.675         | 2.642         |